# 望月裕二郎
望月 裕二郎（もちづき ゆうじろう、1986年 - ）は、日本の歌人。

## 経歴
東京都出身。立教大学文学部1年生のとき、阿部嘉昭の演習で、ゲストの歌人盛田志保子の影響を受けて作歌をはじめる。
2007年から2010年まで早稲田短歌会に所属。2009年、同人誌「町」の創刊に参加（2011年解散）。同年、大学の卒業制作として歌集『ひらく』を制作。2013年、第一歌集『あそこ』を刊行。

## 著作

### 単著
- 『あそこ』書肆侃侃房〈新鋭短歌シリーズ〉、2013年11月30日。ISBN 978-4-86385-133-7

### アンソロジー
- 山田航編『桜前線開架宣言：Born after 1970 現代短歌日本代表』左右社、2015年12月25日。ISBN 978-4-86528-133-0
- 東直子・佐藤弓生・千葉聡編『短歌タイムカプセル』書肆侃侃房、2018年1月31日。ISBN 978-4-86385-300-3